# フアン・マヌエル・モレーノ
フアン・マヌエル・モレーノ・ボニージャ（Juan Manuel Moreno Bonilla, 1970年5月1日 - ）は、スペイン・バルセロナ県バルセロナ出身の政治家。国民党(PP)所属。2019年からアンダルシア州首相。

## 経歴
1970年5月1日、カタルーニャ地方のバルセロナに生まれた。両親はいずれもアンダルシア地方のマラガ県アルアウリン・エル・グランデ出身である。生後3か月の時に一家でアルアウリン・エル・グランデに戻り、そこで幼少期を過ごした。マドリードのカミーロ・ホセ・セラ大学で外交儀礼や制度関係の学位を取得した。
24歳の時には国民党(PP)からマラガ市議会議員選挙に出馬して当選し、政治の世界に飛び込んだ。国民党アンダルシア州支部では青年部長となり、1993年から1999年まで国民党アンダルシア州支部長を務めたハビエル・アレナスとともに地域政治を担った。1996年から2000年にはアンダルシア州議会議員を1期務め、2000年から2004年にはスペイン下院議員を1期務めた。2007年にはスペイン下院議員に返り咲き、2011年までスペイン下院議員を1期務めた。2014年から2017年にはスペイン上院議員を務め、2015年には15年ぶりにアンダルシア州議会議員に就任した。
2014年3月1日には国民党アンダルシア州支部長に就任した。2018年のアンダルシア州議会議員選挙で国民党は26議席を獲得し、1970年代の民主化後一貫してアンダルシア州政府与党の座にあるスペイン社会労働党に次ぐ第2党となった。州首相指名投票では21議席を獲得したシウダダノス(Cs)や12議席を獲得したVoxと協力し、モレーノが州首相に指名された。モレーノは民主化後の約40年間で初めて保守政党から指名された州首相である。